# Przeginia Narodowa
Przeginia Narodowa – wieś w Polsce położona w województwie małopolskim, w powiecie krakowskim, w gminie Czernichów.
W roku 2021 w miejscowości mieszkało 697 osób, z czego 53,4% stanowiły kobiety, a 46,6% mężczyźni.
| SIMC    | Nazwa       | Rodzaj    |
| ------- | ----------- | --------- |
| 0316068 | Bunar       | część wsi |
| 0316074 | Koniec      | część wsi |
| 0316080 | Ku Gościńcu | część wsi |
| 0316097 | Pustki      | część wsi |
| 0316105 | Załawcze    | część wsi |

W latach 1975–1998 miejscowość administracyjnie należała do województwa krakowskiego.

## Zabytki
- Zespół dworski – został wpisany do rejestru zabytków nieruchomych województwa małopolskiego[6].